# Municipio de Ideal (Dakota del Sur)
El municipio de Ideal (en inglés: Ideal Township) es un municipio ubicado en el condado de Tripp en el estado estadounidense de Dakota del Sur. En el año 2010 tenía una población de 126 habitantes y una densidad poblacional de 1,35 personas por km².

## Geografía
El municipio de Ideal se encuentra ubicado en las coordenadas 43°32′8″N 99°54′41″O / 43.53556, -99.91139. Según la Oficina del Censo de los Estados Unidos, el municipio tiene una superficie total de 93.05 km², de la cual 92,94 km² corresponden a tierra firme y (0,12 %) 0,11 km² es agua.

## Demografía
Según el censo de 2010, había 126 personas residiendo en el municipio de Ideal. La densidad de población era de 1,35 hab./km². De los 126 habitantes, el municipio de Ideal estaba compuesto por el 35,71 % blancos, el 62,7 % eran amerindios, el 0,79 % eran de otras razas y el 0,79 % eran de una mezcla de razas. Del total de la población el 0,79 % eran hispanos o latinos de cualquier raza.